# Stanley Bay (Nouvelle-Zélande)
Stanley Bay sur le North Shore est une petite banlieue située près de la ville de Devonport, dans le secteur urbain de la cité d’Auckland dans l’Île du Nord de la Nouvelle-Zélande.

## Activité
Elle est essentiellement résidentielle, mais la base navale de Devonport (en) siège à l’est de la baie sur le côté sud de la péninsule de Stanley Bay  et est connectée avec les installations de stockage du côté nord au niveau de ‘Ngataringa Bay’ par un tunnel.
Au nord et au nord-est, se trouve  la baie de Ngataringa, à l’est la ville de Devonport, puis au sud et à l’ouest : le mouillage de Waitemata Harbour et au nord-ouest, la banlieue de Shoal Bay.

## Population
La population était de 2 187 habitants lors du recensement de 2013, en diminution de 3 résidents par rapport à celui de 2006.

## Toponymie
Le secteur fut dénommé d’après ‘Owen Stanley’, capitaine du HMS Britomart (1808) (en), qui conduisit une exploration du mouillage de Waitemata Harbour en 1841

## Ẻducation
‘Stanley Bay School’ est une école mixte contribuant au primaire (allant de l’année 1 à 6), avec un taux de décile de 10 et un effectif de 313 élèves. La devise de l’école est "Those Who Do Their Best Do Well" (ceux qui font le mieux qu’ils peuvent,font bien).